# 文昌湖旅游度假区
淄博文昌湖省级旅游度假区（简称文昌湖区）成立于2011年，位于中华人民共和国山东省淄博市中心城区西南，管理委员会驻萌水镇防汛路1号。总面积96.5平方公里，代管周村区商家镇和萌水镇，人口52937人（2013年）。其所管辖的文昌湖总库容约9000万立方，湖面面积7平方公里，湖区沼泽与湿地18平方公里。